# Liste des sénateurs des États-Unis pour la Louisiane
Cet article dresse la liste des membres du Sénat des États-Unis élus de l'État de Louisiane depuis son admission dans l'Union le 30 avril 1812.

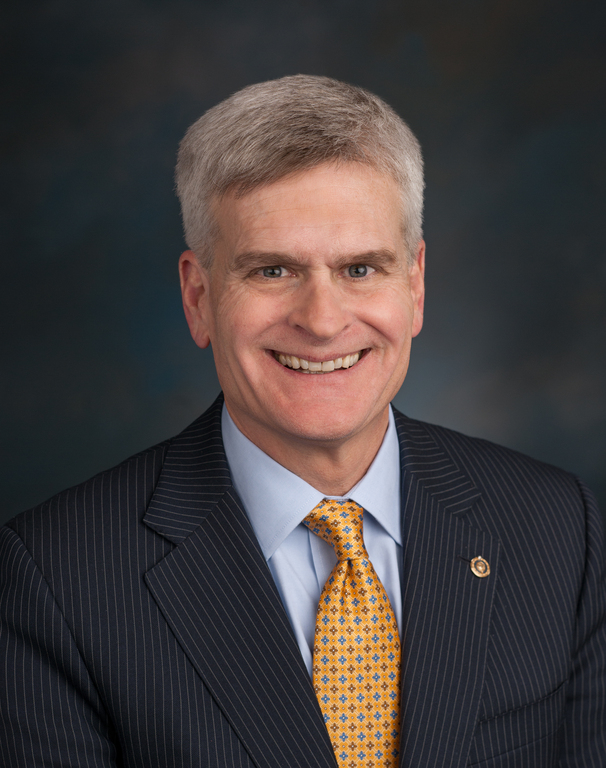
Bill Cassidy (R), sénateur depuis 2015.
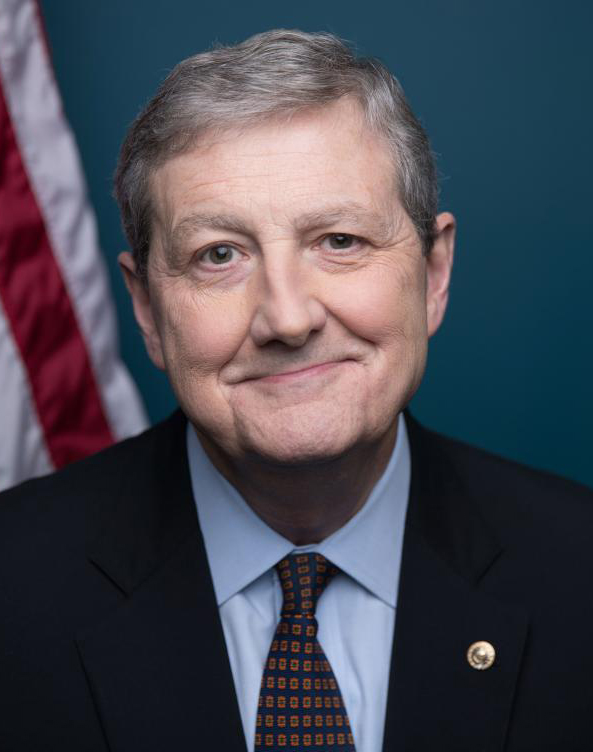
John N. Kennedy (R), sénateur depuis 2017.

## Élections
Les deux sénateurs sont élus au suffrage universel direct pour un mandat de six ans. Les prochaines élections auront lieu en novembre 2026 pour le siège de la classe II et en novembre 2022 pour le siège de la classe III.

## Liste des sénateurs
| Sénateur de classe II                                                                                           | Sénateur de classe II                | Sénateur de classe II | Congrès                              | Sénateur de classe III | Sénateur de classe III | Sénateur de classe III |
| --- | ------------------------------------ | --------------------- | ------------------------------------ | ---------------------- | ---------------------- | ---------------------- |
| |                                      |                       | 12e (1811-1813)                      |                        |                        |                        |
| |                                      |                       | 13e (1813-1815)                      |                        |                        |                        |
| |                                      |                       | 14e (1815-1817)                      |                        |                        |                        |
| |                                      |                       | 15e (1817-1819)                      |                        |                        |                        |
| |                                      |                       | 16e (1819-1821)                      |                        |                        |                        |
| |                                      |                       | 17e (1821-1823)                      |                        |                        |                        |
| |                                      |                       | 18e (1823-1825)                      |                        |                        |                        |
| |                                      |                       | 19e (1825-1827)                      |                        |                        |                        |
| |                                      |                       | 20e (1827-1829)                      |                        |                        |                        |
| |                                      |                       | 21e (1829-1831)                      |                        |                        |                        |
| |                                      |                       | 22e (1831-1833)                      |                        |                        |                        |
| |                                      |                       | 23e (1833-1835)                      |                        |                        |                        |
| |                                      |                       | 24e (1835-1837)                      |                        |                        |                        |
| |                                      |                       | 25e (1837-1839)                      |                        |                        |                        |
| |                                      |                       | 26e (1839-1841)                      |                        |                        |                        |
| |                                      |                       | 27e (1841-1843)                      |                        |                        |                        |
| |                                      |                       | 28e (1843-1845)                      |                        |                        |                        |
| |                                      |                       | 29e (1845-1847)                      |                        |                        |                        |
| |                                      |                       | 30e (1847-1849)                      |                        |                        |                        |
| |                                      |                       | 31e (1849-1851)                      |                        |                        |                        |
| |                                      |                       | 32e (1851-1853)                      |                        |                        |                        |
| |                                      |                       | 33e (1853-1855)                      |                        |                        |                        |
| |                                      |                       | 34e (1855-1857)                      |                        |                        |                        |
| |                                      |                       | 35e (1857-1859)                      |                        |                        |                        |
| |                                      |                       | 36e (1859-1860)                      |                        |                        |                        |
| De février 1861 à juillet 1868, la Louisiane — membre des États confédérés d'Amérique — n'élit pas de sénateur. |                                      |                       |                                      |                        |                        |                        |
| |                                      |                       | 40e (1868-1869)                      |                        |                        |                        |
| |                                      |                       | 41e (1869-1871)                      |                        |                        |                        |
| |                                      |                       | 42e (1871-1873)                      |                        |                        |                        |
| |                                      |                       | 43e (1873-1875)                      |                        |                        |                        |
| |                                      |                       | 44e (1875-1877)                      |                        |                        |                        |
| |                                      |                       | 45e (1877-1879)                      |                        |                        |                        |
| |                                      |                       | 46e (1879-1881)                      |                        |                        |                        |
| |                                      |                       | 47e (1881-1883)                      |                        |                        |                        |
| |                                      |                       | 48e (1883-1885)                      |                        |                        |                        |
| |                                      |                       | 49e (1885-1887)                      |                        |                        |                        |
| |                                      |                       | 50e (1887-1889)                      |                        |                        |                        |
| |                                      |                       | 51e (1889-1891)                      |                        |                        |                        |
| |                                      |                       | 52e (1891-1893)                      |                        |                        |                        |
| |                                      |                       | 53e (1893-1895)                      |                        |                        |                        |
| |                                      |                       | 54e (1895-1897)                      |                        |                        |                        |
| |                                      |                       | 55e (1897-1899)                      |                        |                        |                        |
| |                                      |                       | 56e (1899-1901)                      |                        |                        |                        |
| |                                      |                       | 57e (1901-1903)                      |                        |                        |                        |
| |                                      |                       | 58e (1903-1905)                      |                        |                        |                        |
| |                                      |                       | 59e (1905-1907)                      |                        |                        |                        |
| |                                      |                       | 60e (1907-1909)                      |                        |                        |                        |
| |                                      |                       | 61e (1909-1911)                      |                        |                        |                        |
| |                                      |                       | 62e (1911-1913)                      |                        |                        |                        |
| | Joseph E. Ransdell (en) (démocrate)  |                       | 63e (1913-1915)                      |                        |                        |                        |
| 64e (1915-1917)                                                                                                 | Joseph E. Ransdell (en) (démocrate)  |                       | Robert F. Broussard (en) (démocrate) |                        |                        |                        |
| 65e (1917-1918)                                                                                                 | Joseph E. Ransdell (en) (démocrate)  |                       | Robert F. Broussard (en) (démocrate) |                        |                        |                        |
| 65e (1918) | Joseph E. Ransdell (en) (démocrate)  |                       | Walter Guion (en) (démocrate)        |                        |                        |                        |
| 65e (1918-1919)                                                                                                 | Joseph E. Ransdell (en) (démocrate)  |                       | Edward James Gay (en) (démocrate)    |                        |                        |                        |
| 66e (1919-1921)                                                                                                 | Joseph E. Ransdell (en) (démocrate)  |                       | Edward James Gay (en) (démocrate)    |                        |                        |                        |
| 67e (1921-1923)                                                                                                 | Joseph E. Ransdell (en) (démocrate)  |                       | Edwin S. Broussard (en) (démocrate)  |                        |                        |                        |
| 68e (1923-1925)                                                                                                 | Joseph E. Ransdell (en) (démocrate)  |                       | Edwin S. Broussard (en) (démocrate)  |                        |                        |                        |
| 69e (1925-1927)                                                                                                 | Joseph E. Ransdell (en) (démocrate)  |                       | Edwin S. Broussard (en) (démocrate)  |                        |                        |                        |
| 70e (1927-1929)                                                                                                 | Joseph E. Ransdell (en) (démocrate)  |                       | Edwin S. Broussard (en) (démocrate)  |                        |                        |                        |
| 71e (1929-1931)                                                                                                 | Joseph E. Ransdell (en) (démocrate)  |                       | Edwin S. Broussard (en) (démocrate)  |                        |                        |                        |
| | Huey Long (démocrate)                |                       | Edwin S. Broussard (en) (démocrate)  | 72e (1931-1933)        |                        |                        |
| 73e (1933-1935)                                                                                                 | Huey Long (démocrate)                |                       | John H. Overton (en) (démocrate)     |                        |                        |                        |
| 74e (1935-1936)                                                                                                 | Huey Long (démocrate)                |                       | John H. Overton (en) (démocrate)     |                        |                        |                        |
| | Rose McConnell Long (démocrate)      |                       | John H. Overton (en) (démocrate)     | 74e (1936-1937)        |                        |                        |
| | Allen J. Ellender (en) (démocrate)   |                       | John H. Overton (en) (démocrate)     | 75e (1937-1939)        |                        |                        |
| 76e (1939-1941)                                                                                                 | Allen J. Ellender (en) (démocrate)   |                       | John H. Overton (en) (démocrate)     |                        |                        |                        |
| 77e (1941-1943)                                                                                                 | Allen J. Ellender (en) (démocrate)   |                       | John H. Overton (en) (démocrate)     |                        |                        |                        |
| 78e (1943-1945)                                                                                                 | Allen J. Ellender (en) (démocrate)   |                       | John H. Overton (en) (démocrate)     |                        |                        |                        |
| 79e (1945-1947)                                                                                                 | Allen J. Ellender (en) (démocrate)   |                       | John H. Overton (en) (démocrate)     |                        |                        |                        |
| 80e (1947-1948)                                                                                                 | Allen J. Ellender (en) (démocrate)   |                       | John H. Overton (en) (démocrate)     |                        |                        |                        |
| 80e (1948) | Allen J. Ellender (en) (démocrate)   |                       | William C. Feazel (en) (démocrate)   |                        |                        |                        |
| 80e (1948-1949)                                                                                                 | Allen J. Ellender (en) (démocrate)   |                       | Russell B. Long (en) (démocrate)     |                        |                        |                        |
| 81e (1949-1951)                                                                                                 | Allen J. Ellender (en) (démocrate)   |                       | Russell B. Long (en) (démocrate)     |                        |                        |                        |
| 82e (1951-1953)                                                                                                 | Allen J. Ellender (en) (démocrate)   |                       | Russell B. Long (en) (démocrate)     |                        |                        |                        |
| 83e (1953-1955)                                                                                                 | Allen J. Ellender (en) (démocrate)   |                       | Russell B. Long (en) (démocrate)     |                        |                        |                        |
| 84e (1955-1957)                                                                                                 | Allen J. Ellender (en) (démocrate)   |                       | Russell B. Long (en) (démocrate)     |                        |                        |                        |
| 85e (1957-1959)                                                                                                 | Allen J. Ellender (en) (démocrate)   |                       | Russell B. Long (en) (démocrate)     |                        |                        |                        |
| 86e (1959-1961)                                                                                                 | Allen J. Ellender (en) (démocrate)   |                       | Russell B. Long (en) (démocrate)     |                        |                        |                        |
| 87e (1961-1963)                                                                                                 | Allen J. Ellender (en) (démocrate)   |                       | Russell B. Long (en) (démocrate)     |                        |                        |                        |
| 88e (1963-1965)                                                                                                 | Allen J. Ellender (en) (démocrate)   |                       | Russell B. Long (en) (démocrate)     |                        |                        |                        |
| 89e (1965-1967)                                                                                                 | Allen J. Ellender (en) (démocrate)   |                       | Russell B. Long (en) (démocrate)     |                        |                        |                        |
| 90e (1967-1969)                                                                                                 | Allen J. Ellender (en) (démocrate)   |                       | Russell B. Long (en) (démocrate)     |                        |                        |                        |
| 91e (1969-1971)                                                                                                 | Allen J. Ellender (en) (démocrate)   |                       | Russell B. Long (en) (démocrate)     |                        |                        |                        |
| 92e (1971-1972)                                                                                                 | Allen J. Ellender (en) (démocrate)   |                       | Russell B. Long (en) (démocrate)     |                        |                        |                        |
| | Elaine S. Edwards (en) (démocrate)   |                       | Russell B. Long (en) (démocrate)     | 92e (1972)             |                        |                        |
| | J. Bennett Johnston (en) (démocrate) |                       | Russell B. Long (en) (démocrate)     | 92e (1972-1973)        |                        |                        |
| 93e (1973-1975)                                                                                                 | J. Bennett Johnston (en) (démocrate) |                       | Russell B. Long (en) (démocrate)     |                        |                        |                        |
| 94e (1975-1977)                                                                                                 | J. Bennett Johnston (en) (démocrate) |                       | Russell B. Long (en) (démocrate)     |                        |                        |                        |
| 95e (1977-1979)                                                                                                 | J. Bennett Johnston (en) (démocrate) |                       | Russell B. Long (en) (démocrate)     |                        |                        |                        |
| 96e (1979-1981)                                                                                                 | J. Bennett Johnston (en) (démocrate) |                       | Russell B. Long (en) (démocrate)     |                        |                        |                        |
| 97e (1981-1983)                                                                                                 | J. Bennett Johnston (en) (démocrate) |                       | Russell B. Long (en) (démocrate)     |                        |                        |                        |
| 98e (1983-1985)                                                                                                 | J. Bennett Johnston (en) (démocrate) |                       | Russell B. Long (en) (démocrate)     |                        |                        |                        |
| 99e (1985-1987)                                                                                                 | J. Bennett Johnston (en) (démocrate) |                       | Russell B. Long (en) (démocrate)     |                        |                        |                        |
| 100e (1987-1989)                                                                                                | J. Bennett Johnston (en) (démocrate) |                       | John Breaux (démocrate)              |                        |                        |                        |
| 101e (1989-1991)                                                                                                | J. Bennett Johnston (en) (démocrate) |                       | John Breaux (démocrate)              |                        |                        |                        |
| 102e (1991-1993)                                                                                                | J. Bennett Johnston (en) (démocrate) |                       | John Breaux (démocrate)              |                        |                        |                        |
| 103e (1993-1995)                                                                                                | J. Bennett Johnston (en) (démocrate) |                       | John Breaux (démocrate)              |                        |                        |                        |
| 104e (1995-1997)                                                                                                | J. Bennett Johnston (en) (démocrate) |                       | John Breaux (démocrate)              |                        |                        |                        |
| | Mary Landrieu (démocrate)            |                       | John Breaux (démocrate)              | 105e (1997-1999)       |                        |                        |
| 106e (1999-2001)                                                                                                | Mary Landrieu (démocrate)            |                       | John Breaux (démocrate)              |                        |                        |                        |
| 107e (2001-2003)                                                                                                | Mary Landrieu (démocrate)            |                       | John Breaux (démocrate)              |                        |                        |                        |
| 108e (2003-2005)                                                                                                | Mary Landrieu (démocrate)            |                       | John Breaux (démocrate)              |                        |                        |                        |
| 109e (2005-2007)                                                                                                | Mary Landrieu (démocrate)            |                       | David Vitter (républicain)           |                        |                        |                        |
| 110e (2007-2009)                                                                                                | Mary Landrieu (démocrate)            |                       | David Vitter (républicain)           |                        |                        |                        |
| 111e (2009-2011)                                                                                                | Mary Landrieu (démocrate)            |                       | David Vitter (républicain)           |                        |                        |                        |
| 112e (2011-2013)                                                                                                | Mary Landrieu (démocrate)            |                       | David Vitter (républicain)           |                        |                        |                        |
| 113e (2013-2015)                                                                                                | Mary Landrieu (démocrate)            |                       | David Vitter (républicain)           |                        |                        |                        |
| | Bill Cassidy (républicain)           |                       | David Vitter (républicain)           | 114e (2015-2017)       |                        |                        |
| 115e (2017-2019)                                                                                                | Bill Cassidy (républicain)           |                       | John N. Kennedy (républicain)        |                        |                        |                        |
| 116e (2019-2021)                                                                                                | Bill Cassidy (républicain)           |                       | John N. Kennedy (républicain)        |                        |                        |                        |
| 117e (2021-2023)                                                                                                | Bill Cassidy (républicain)           |                       | John N. Kennedy (républicain)        |                        |                        |                        |
| 118e (2023-2025)                                                                                                | Bill Cassidy (républicain)           |                       | John N. Kennedy (républicain)        |                        |                        |                        |
| 119e (2025-2027)                                                                                                | Bill Cassidy (républicain)           |                       | John N. Kennedy (républicain)        |                        |                        |                        |